# Søndag Langelinie
|  | Denne artikel er oprettet af botten PalnaBot ud fra en ekstern database. Den kan derfor have sproglige fejl eller mangler. Denne skabelon kan fjernes efter kontrol af indholdet. |

Søndag Langelinie er en film instrueret af Henrik Bohn Ipsen.

## Handling
Happening performed af Sussanne